# Centre pénitentiaire de Mata-Utu
Le centre pénitentiaire de Mata-Utu est un centre pénitentiaire français situé dans la localité de Mata-Utu, dans le royaume coutumier d'Uvea, sur l'archipel et la collectivité d'outre-mer de Wallis-et-Futuna. Avec une capacité de 3 places, elle est le plus petit établissement pénitentiaire de France.
L'établissement dépend du ressort de la direction des services pénitentiaires d'outre-mer. Au niveau judiciaire, il relève du tribunal de première instance de Mata-Utu et de la cour d'appel de Nouméa.

## Histoire
Le centre pénitentiaire, dans sa configuration actuelle, est construit en 1992, dans d'anciens locaux de la gendarmerie. Ayant à son ouverture le statut de maison d'arrêt, l'établissement dispose alors d'une capacité de 6 places (au lieu de 3 en 2023).
À sa création et contrairement aux autres établissements pénitentiaires français, l'établissement n'est pas géré par l'administration pénitentiaire mais conjointement par l'administration supérieure de Wallis-et-Futuna et par la gendarmerie nationale, sur le domaine de laquelle elle est implantée.
À l'ouverture de l’établissement, des gardes territoriaux de Wallis-et-Futuna et non des surveillants pénitentiaires assurent sa surveillance, l'encadrement étant assuré par des gendarmes. Ces gardes sont par la suite intégrés dans le corps des surveillants et surveillants principaux de l'administration pénitentiaire le 1er mars 2019 tandis que leur hiérarchie reste externe. Cette ambivalence dans la répartition des responsabilités entre l'administration supérieure, la gendarmerie  et la direction de l'Administration pénitentiaire entraîne des difficultés dans l'organisation et le fonctionnement de l'établissement et provoque parfois des tensions.
La situation administrative de l'établissement évolue le 1er avril 2022, date à laquelle la responsabilité de l'établissement est officiellement transférée à la direction de l'Administration pénitentiaire. Un chef d'établissement est nommé et affecté le même jour dans l'établissement, suivi par l'affectation d'un conseiller pénitentiaire d'insertion et de probation, l'établissement n'en disposant pas jusque là,. L'établissement devient en outre un centre pénitentiaire en avril 2022.
Le centre pénitentiaire, qui n'est plus aux normes attendues pour un établissement pénitentiaire, doit être remplacée par un nouvel établissement pénitentiaire à l'horizon 2024-2025, le bail pour le lieu d’implantation du nouvel établissement ayant également été signé à l'occasion du transfert de responsabilité de l'établissement vers l'administration pénitentiaire.

## Description
Situé à Mata-Utu, le centre pénitentiaire est le seul établissement pénitentiaire de l'archipel mais également le plus petit établissement pénitentiaire de France. Il dépend du ressort de la direction des services pénitentiaires d'outre-mer et, au niveau judiciaire, relève du tribunal de première instance de Mata-Utu et de la cour d'appel de Nouméa.
Constituée d'un bâtiment unique situé sur un terrain d'environ 120 m², le centre pénitentiaire dispose de 3 cellules et a une capacité d'accueil de 5 places mais, comme c'est également le cas pour le centre pénitentiaire de Saint-Pierre-et-Miquelon, il arrive que qu'elle n'accueille aucun détenu durant certaines périodes. Elle accueille essentiellement des détenus hommes majeurs, les autres catégories de détenus étant incarcérées au centre pénitentiaire de Nouméa.
Au 1er février 2022, l'établissement accueillait 4 détenus pour une capacité de 3 places, soit un taux d'occupation de 133.3%. En décembre de la même année, l'établissement accueillait 7 détenus pour 3 place, ce qui en faisait l'un des 7 établissements français dont le taux d'occupation dépassait 200 %.